# アップロード 〜デジタルなあの世へようこそ〜
『アップロード 〜デジタルなあの世へようこそ〜』 (アップロード デジタルなあのよへようこそ、原題: Upload）は、Amazonによるアメリカ合衆国のSFコメディである。

## 概要
人間が死後に、自分自身をデジタルの世界にアップロードすることができる近未来をブラックユーモアを込めて描く。
2020年5月1日にシーズン1が全世界に配信された。
2020年5月8日、シーズン2の製作が発表され、2022年3月11日に配信された。
2023年10月20日から、シーズン3が配信された。

## 登場人物とキャスト

### メイン
- ネイサン・ブラウン
  - 演 - ロビー・アメル（吹替 - 渡部俊樹[5]）
  - 主人公。早死にしたアプリ開発者。欠落した記憶と自分の死の原因を探し始める。
- ノラ・アントニー
  - 演 - アンディ・アロー（吹替 - 種市桃子[5]）
  - アップロードサービスを提供するホライズン社の"エンジェル"と呼称されるカスタマーサービス
- イングリッド・カナーマン
  - 演 - アレグラ・エドワーズ（英語版）（吹替 - 松井暁波[5]）
  - ネイサンのガールフレンドで富豪の娘
- アリーシャ
  - 演 - ザイナブ・ジョンソン（英語版）（吹替 - 金田愛)
  - ノラの同僚
- ルーク
  - 演 - ケビン・ビグリー（英語版）（吹替 - 鈴木崚汰)
  - 「レイクビュー」でネイサンが出会う復員軍人のアップロード
- アイバン
  - 演 - ジョシュ・バンディ（吹替 - 福西勝也）
  - ノラの同僚、実は反アップロード派 (S2からメイン)
- A.I.
  - 演 - オーウェン・ダニエルズ（英語版）（吹替 - 福西勝也）
  - レイクビューの同じ顔をした多数のA.I.従業員（シーズン1はリカーリング、シーズン2からメイン）
- ルーシー
  - 演 - アンドレア・ローゼン（英語版）（吹替 - 塙英子）
  - ノラとアリーシャの上司 (S2からメイン)

### リカーリング
- ビブ・ブラウン
  - 演 - ジェシカ・タック（吹替 - 川上ひろみ）
  - ネイサンの母親

- デヴィッド・チョーク
  - 演 - ウィリアム・B・デイヴィス
  - 億万長者のアップロード
- ディラン
  - 演 - リース・スラック (Rhys Slack) - (吹替 - 金田愛)
  - 11歳で死亡しアップロードされた少年。7年間11歳のままで、現実世界の友人は彼と縁を切りたがっている。
- デイヴ・アントニー
  - 演 - クリス・ウィリアムズ（英語版）
  - ノラの父親。病気で死期が迫っているが、アップロードされずに死んだ妻と天国で再会するのだとアップロードを拒んでいる。
- オリバー・カナーマン
  - 演 - バークレー・ホープ（英語版）
  - 実業家。イングリッドの父
- ミルドレッド
  - 演 - ヒラリー・ジャーディン
  - レイクビューで白黒の姿で暮らすイングリッドの祖母。
- ジェイミー
  - 演 - ジョーダン・ジョンソン=ハインズ（英語版）
  - ネイサンの親友で、アプリ開発のパートナー
- マテオ
  - 演 - パウロ・コスタンゾ
  - 自然共同体の一員 (S2-S3)
- ティンズリー
  - 演 - マッケンジー・カードウェル（吹替 - 川上ひろみ）
  - 派遣社員の"エンジェル" (S2-)
- ヤン
  - 演 - Phoebe Miu（吹替 - 石川藍）
  - レイクビューの支払い能力のない住人が住む"2ギガ"のアップロードでネイサンの友人 (S2)
- サトウ刑事
  - 演 - ヒロ・カナガワ
  - 殺し屋の殺害事件(S1E10)を捜査する刑事 (S2-S3)
- マウリシオ
  - 演 - ピーター・ジェームズ・スミス
  - アップロードのセールスマン、ビブのボーイフレンド
- カリーナ・シルバ
  - 演 - Jeanine Mason
  - ホライズン社の新製品開発とサイバーセキュリティ担当重役 (S3)

## あらすじ

### シーズン1
死を迎える直前に記憶と精神をデジタル空間に構築された仮想世界に保存（アップロード）することで、人間が擬似的な不死を達成した近未来を舞台とする。
アップロード産業に変革をもたらしかねないアプリ開発をしていたネイサンは、自動運転車が起こした不審な事故によって重体となり、富裕なガールフレンドのイングリッドの費用でホライズン社が運営する仮想リゾート"レイクビュー"にアップロードされて目を覚ますが、一部の記憶が欠落している。
レイクビューでは他のアップロード（死者）たちが日常生活を送り、AIの従業員、生きている人間のアバターであるカスタマーサービスの"エンジェル"やカウンセラー、さらに家族や友人たちがアバターで訪れる。
イングリッドはVRでネイサンとの関係を続けようとする。ネイサンはサービスに対する評価や通信速度、さらには課金に支配されるアップロードの生活に戸惑いながらも次第に順応し、カスタマーサービスを勤める貧しい女性ノラと知り合って恋に落ち、イングリッドと別れようとする。
記憶の欠落している理由と自分の死の原因を探ろうとするネイサンだが、彼の周囲の人々も不可解な死を遂げ、仮想世界のネイサンや実世界のノラにも危険が迫る。

### シーズン2
ノラはアップロードに反対する保守派の自然共同体に身を隠し、マテオと知り合う。レイクビューの破壊活動に一度は参加するが離脱してネイサンに再会し、その死の謎を追及する。億万長者のアップロードであるチョークがネイサンを殺し、そのコードを奪った無料のアップロード事業フリーヨンドが貧しい人々をアップロードすることで選挙権を奪っていると疑う。
イングリッドは死んでアップロードしたと見せかけて、実はVRでネイサンとともに暮らし愛情を確かめようとする。ネイサンをダウンロードして実世界で結婚するためのクローンの肉体を育てさせる。ネイサンはフリーヨンドを調査するため、ノラや保守派の助けを得て、いまだ危険なダウンロードでクローンの肉体に入り、実世界に戻る。

### シーズン3
実世界では、ノラとダウンロードしたネイサンは、フリーヨンドが人々をスキャンするだけでアップロードしない陰謀を知ってスキャンを止め、既にスキャンされ行き場のないデータを家族に返却する。過去の事故はホライズン社による意図的な妨害であり、ネイサンのダウンロードには問題がないことがわかる。チョークの記憶を入手し、チョークとイングリッドの父オリバーが、フリーヨンドで選挙を左右した上、アップロードに労働させる法案を通そうとしたことを知る。ネイサンの元ガールフレンドのホールデンと協力して、ホライズン相手の集団訴訟を起こす。アリーシャやルークの協力で遺族に賠償をもたらす和解を得るも、アップロードには権利がないままとなる。
レイクビューでは、ティンズリーがバックアップデータからネイサンの違法なコピーを作る。ネイサンに固執したために勘当されて困窮するイングリッドは、働きながらVRでネイサンのコピーと交際し、プロポーズされる。
アップロード社はベタ社と改名し、ネイサンら違法なコピーを取り締まる。

## エピソード

### シーズン1
| 通算 話数 | シーズン 話数 | タイトル                                        | 監督                  | 脚本                       | 公開日       |
| --- | ------------- | ----------------------------------------------- | --------------------- | -------------------------- | ------------ |
| 1 | 1             | "アップロードへようこそ" "Welcome to Upload"    | グレッグ・ダニエルズ  | グレッグ・ダニエルズ       | 2020年5月1日 |
| LAでアプリ開発をするネイサンは自動運転車の事故で死に、富裕なガールフレンドのイングリッドの費用負担でホライズン社のアップロードサービスを受け、仮想世界のリゾートのレイクビューに転生する。だが想像と違った死後の世界に失望したネイサンは自殺を図る。ブルックリンの貧しい住民で、レイクビューで"エンジェル"と呼ばれるカスタマーサービスを務めているノラが思いとどませる。                                                      |               |                                                 |                       |                            |              |
| 2 | 2             | "5つ星" "Five Stars"                            | グレッグ・ダニエルズ  | グレッグ・ダニエルズ       | 2020年5月1日 |
| ノラは死にかけた父親デイヴのアップロードの社員割引を承認してもらうため、自分の評価を上げようと奮闘する。何者かがネイサンの記憶ファイルを一部消し、ネイサンは記憶の欠如に気づく。ネイサンの事故車のデータが消えていることに従妹のフランが気づく。 |               |                                                 |                       |                            |              |
| 3 | 3             | "ネイサンの葬儀" "The Funeral"                  | Jonathan van Tulleken | Mary Gulino                | 2020年5月1日 |
| アップロードされた意識をクローンされた肉体にダウンロードしなおす実験が失敗する。ネイサンはLAでの自分の葬儀に映像で出席し、ノラもニューヨークでのライブビューイングに出席する。アップロード産業に大きな影響を与えかねないアプリ"ビヨンド"を開発していたネイサンともう一人のパートナーが死んでいるが、生き残ったジェイミーは電話に応えない。                                                                                    |               |                                                 |                       |                            |              |
| 4 | 4             | "セックススーツ" "The Sex Suit"                 | Jonathan van Tulleken | Aasia Lashay Bullock       | 2020年5月1日 |
| ネイサンとイングリッドはアップロードと生きている人間の恋愛に関するインタビューを受ける。ネイサンは支払い能力がないためにデータ量が限られ、レイクビューの最下層に住む2ギガと呼ばれるアップロードたちに会い同情する。イングリッドは触感を再現するセックススーツを着てVRでネイサンとセックスを試み、ネイサンに魅かれ始めたノラが嫌々サポートする。フランはネイサンの車の事故原因を調べ、イングリッドを疑い始める。               |               |                                                 |                       |                            |              |
| 5 | 5             | "グレーゾーン" "The Grey Market"                | Kacie Anning          | Mike Lawrence              | 2020年5月1日 |
| ネイサンは自分は生存できたはずだと思い始める。ノラの父親が病気になりディランの子守を引き受ける。ルークは生きている女性にVRで会うために、禁止階に行くための偽のIDカードを買おうとし、ネイサンとディランを誘ってグレーゾーンの市場に行く。少年のアバターに飽き足らないディランは誤った成長コードを買ったために女性のアバターになる。ノラはネイサンの記憶の欠落を調査する。フランの自動運転車が水に落下する。                    |               |                                                 |                       |                            |              |
| 6 | 6             | "お泊り会" "The Sleepover"                      | Kacie Anning          | Shepard Boucher            | 2020年5月1日 |
| フランが行方不明になり、ネイサンの姪のナビアはイングリッドの家にお泊りに行く。ノラの同僚のアリーシャはルークと喧嘩になる。ノラはネイサンと親密さを増す。 |               |                                                 |                       |                            |              |
| 7 | 7             | "パパの見学" "Bring Your Dad to Work Day"       | David Rogers          | Owen Daniels               | 2020年5月1日 |
| アップロードを迷うノラの父デイヴはVRでレイクビューを見学し、ネイサンに案内されるが断念する。何者かがホライズン社のサーバーを攻撃してレイクビューのシステムに混乱が生じる。ノラは上司ルーシーのコンピューターでネイサンのファイル削除を調査する。 |               |                                                 |                       |                            |              |
| 8 | 8             | "天国選び" "Shopping Other Digital After-Lives" | ジェフリー・ブリッツ  | Alex Sherman & Alyssa Lane | 2020年5月1日 |
| ルーシーはアップロードとエンジェルとの禁止された恋愛を疑い、ノラを出勤停止にし、ノラのアバターを使ってネイサンを傷つける。ネイサンはレイクビューを離れようとし、母親に頼んでHDにデータを移し他の仮想現実に移動して見学する。ノラはLAに行ってイングリッドに会い、レイクビューに戻るようネイサンを説得する。殺し屋がネイサンのデータを破壊しようとするが、ノラが守る。                                                          |               |                                                 |                       |                            |              |
| 9 | 9             | "アップデート前夜" "Update Eve"                 | Daina Reid            | グレッグ・ダニエルズ       | 2020年5月1日 |
| 貧しい人々にも永遠の生を与えようとする"フリーヨンド"が広まる。ネイサンは自分の費用を負担するイングリッドと別れ、ジェイミーから借金して低コストの2ギガにダウングレードしようとする。レイクビューはシステムアップデートを迎え、祝賀パーティーの後にアップロード達は眠らせられるが、ノラはネイサンを起こして記憶をリセットし欠落を補おうとする。イングリッドはネイサンの会社の買収を断られた父オリバーがネイサンを殺したと疑う。 |               |                                                 |                       |                            |              |
| 10 | 10            | "フリーヨンド" "Freeyond"                       | Daina Reid            | グレッグ・ダニエルズ       | 2020年5月1日 |
| ネイサンは記憶を取り戻してジェイミーを裏切ったことを思い出し、恥辱のあまりノラのことを覚えていないふりをして2ギガに移る。殺し屋がノラを襲い、ネイサンはハッキングで現実世界にアクセスして殺し屋を殺すが当月のデータ容量を使い切りフリーズする。ノラは通信網のない場所に隠れる。イングリッドも自分をアップロードしてネイサンに再会する。                                                                                       |               |                                                 |                       |                            |              |

### シーズン2
| 通算 話数 | シーズン 話数 | タイトル                                             | 監督                   | 脚本                    | 公開日        |
| --- | ------------- | ---------------------------------------------------- | ---------------------- | ----------------------- | ------------- |
| 11 | 1             | "ブラウン様、お帰りなさい" "Welcome Back, Mr. Brown" | ディー・リース         | Izzy Kadish             | 2022年3月11日 |
| ノラは父親に連れられて通信網から外れた保守派の自然共同体に隠れ、マテオに会う。ネイサンは2ギガから戻りイングリッドと暮らす。ノラに連絡しようとするも見つけられない。イングリッドはアップロードしておらずVRであることが分かる。 |               |                                                      |                        |                         |               |
| 12 | 2             | "ディナーパーティー" "Dinner Party"                  | ジェフリー・ブリッツ   | Lauren Houseman         | 2022年3月11日 |
| アップロードに反対する保守派の共同体の指導者ロブ牧師はフリーヨンドを攻撃する。マテオは、レイクビューに侵入するために、ノラにA.I.のアバターを作り直させ、スパイとしてホライズン社に戻るよう頼む。イングリッドはディナーパーティーを開き、派遣社員のエンジェルのティンズリーがノラのアバターで給仕に現れる。 |               |                                                      |                        |                         |               |
| 13 | 3             | "ロビン・フッド" "Robin Hood"                        | ジェフリー・ブリッツ   | Maxwell Theodore Vivian | 2022年3月11日 |
| イングリッドはハグスーツの中にいすぎて感染症となり、身代わりを雇う。ノラはアイバンとともに街に戻り、ホライズン社内のデザイン部に異動する。ネイサンとルークは富裕層からデータ容量を盗み2ギガの住人に渡す。殺し屋の殺害を捜査するサトウ刑事がホライズン社に来る。 |               |                                                      |                        |                         |               |
| 14 | 4             | "ファミリー・デー" "Family Day"                      | Athina Rachel Tsangari | Anna Ssemuyaba          | 2022年3月11日 |
| ノラはマテオ、アイバンとともに富裕層が再びダウンロードするために育てているクローンの肉体の破壊活動に参加する。ファミリー・デーにネイサンの家族がVRでレイクビューを訪れる。イングリッドはデジタル・ベビーを欲しがるがネイサンは気乗りがしない。ネイサンはノラに再会し、イングリッドの父オリバーを見かけて疑問を持つ。マテオがA.I.のアバターでレイクビューに侵入し、ノラにシステムを破壊するハイパーワームを渡す。ノラはワームを起動するも混乱を見て消去する。 |               |                                                      |                        |                         |               |
| 15 | 5             | "マインドフリスク" "Mind Frisk"                      | Athina Rachel Tsangari | Megan Neuringer         | 2022年3月11日 |
| ノラはマテオのレイクビュー破壊活動を断る。ホライズン社はルークの夢を記録して販売し、アリーシャは自分がエロティックな姿で現れることに困惑する。イングリッドはデジタル・ベビーを得るも、急速に成長する子の養育に苦労する。ネイサンはオリバーを見かけたことを怪しみ、ノラと共にアップロードの思考を読み取る"デジタルフリスク"プログラムの存在を突き止め、これを使って億万長者のアップロードであるチョークを探る。チョークはノラを狙った殺し屋、そしてオリバーと知り合いである。 |               |                                                      |                        |                         |               |
| 16 | 6             | "ニューヨーク・ツアー" "The Outing"                  | ジェフリー・ブリッツ   | Yael Green              | 2022年3月11日 |
| チョークが意識をロボットにダウンロードし、ニューヨークでの自社の株主総会に出る。ノラは追跡するため、アリーシャとともにネイサンとルークのモニターによるニューヨークツアーのガイドとなって実世界でチョークを追う。チョークとフリーヨンドの密接な関係を知り、ネイサンを殺してフリーヨンドにアプリのコードを渡したと疑う。フリーヨンドが大都市以外の特定の場所で膨大な店舗を抱えることを知り、貧しい人々をアップロードすることで選挙権を奪っていると疑う。前のデジタルベビーを24時間で亡くしたイングリッドは母としての再評価を受けるが、その間に実世界で母と弟が引きこもりのイングリッドを訪ねて来て応対したためにVRがフリーズし、A.I.従業員に気づかれる。実世界のイングリッドは、ネイサンをダウンロードするためのクローンの肉体を育てさせている。 |               |                                                      |                        |                         |               |
| 17 | 7             | "ダウンロード" "Download"                            | ジェフリー・ブリッツ   | オーウェン・ダニエルズ  | 2022年3月11日 |
| ネイサンはイングリッドの告白を聞き、自殺をしていないことに安堵する。いまだ危険なダウンロードで実世界に戻り、網膜スキャンによりバックドアからフリーヨンドのコードを探ろうとする。ノラはマテオ、アイバンら保守派の協力を得てネイサンのクローン肉体を盗み、意識をダウンロードする。二人は初めて実世界で出会うがネイサンの肉体には異常がみられる。ネイサンの姉はフリーヨンドのアップロードを受けようとする。愛するネイサンの不在に気付いたティンズリーはバックアップからネイサンのコピーを作る。 |               |                                                      |                        |                         |               |

### シーズン3
| 通算 話数 | シーズン 話数 | タイトル                                              | 監督          | 脚本                    | 公開日         |
| --- | ------------- | ----------------------------------------------------- | ------------- | ----------------------- | -------------- |
| 18 | 1             | "限られた時間" "Ticking Clock"                        | Jeffrey Blitz | グレッグ・ダニエルズ    | 2023年10月20日 |
| 実世界では、ネイサンとノラがチョーク・タワーに侵入し、チョークや、イングリッドの父オリバーを含む大富豪たちの会合を目撃する。二人はマテオとアイバンの協力を得て、フリーヨンドが十分なサーバーを用意していないことを見つける。用意されていた、サーバーが破壊されたと言う映像を公開して人々を虚偽の無料アップロードから救うも、何人かは既にスキャンされて肉体は破壊される。チョークにすり寄るサトウ刑事がマテオを殺す。レイクビューでは、イングリッドが数週間前のバックアップから作られたネイサンに会う。ルークはネイサンの不在を悲しむ。 |               |                                                       |               |                         |                |
| 19 | 2             | "農場体験" "Strawberry"                               | Jeffrey Blitz | Alison Brown            | 2023年10月20日 |
| 実世界では、ネイサンとノラは、フリーヨンドにアップロードされず行き場のないイライジャのスキャン・データを家族に返却する。レイクビューでは、アリーシャがエンジェルからA.I.を訓練するマネージャーになり、ルークは悲しむ。ティンズリーが違法にネイサンのコピーを作ったことにイングリッドが気づく。イングリッドはVRであることをネイサンのコピーに告白し、関係をやり直そうとする。 |               |                                                       |               |                         |                |
| 20 | 3             | "サイバー・ディスカウント・デー" "Cyber Discount Day" | Tom Marshall  | Megan Neuringer         | 2023年10月27日 |
| 実世界では、ネイサンとノラが格安住宅でネイサンの母ビブに会う。ノラはダウンロードの危険を調べ、レイクビューにネイサンのコピーが存在することに気づく。仕事を探すネイサンは、ネイサンに固執したために家族から勘当されて困窮しハグスーツのレンタル店で働くイングリッドに再会する。レイクビューはサイバー・ディスカウント・デーを迎え、アリーシャとルークはA.I.に感謝する夕食会を開く。 |               |                                                       |               |                         |                |
| 21 | 4             | "サン・フランシスコの夜" "Download Doctor"            | Tom Marshall  | Farhan Arshad           | 2023年10月27日 |
| 実世界では、ネイサンがしばしば鼻血を出し、心配するノラとともにダウンロードを発明した科学者カプール博士をサンフランシスコに訪ねて薬をもらう。二人はネイサンの元恋人の弁護士ホールデンの家に泊まる。アリーシャは出世し、ホライズン社の会合でレイクビュー改善のアイデアを出し、幹部のカリーナと出会う。レイクビューでは、退役軍人へのアップロード年金が打ち切られ、ルークがコールセンターの仕事をする。イングリッドは困窮をネイサンのコピーに告白する。二人はシステム外の領域を探検する。チョークとイングリッドの父オリバーがネイサンを殺させたことが明らかになる。                                                                                |               |                                                       |               |                         |                |
| 22 | 5             | "ルーク救出大作戦" "Rescue Mission"                   | David Rogers  | Stephanie Johnson       | 2023年11月3日  |
| レイクビューでは、ルークがグレーゾーンでA.I.を売ろうとしてギャングに捕らえられ、ネイサンは自分のコピーおよびノラと協力して救出する。イングリッドはノラに嫉妬する。実世界では、ノラはネイサンの薬をもらいにカプール博士を訪ねて捕らえられる。カリーナは学習のためにA.I.をクローンにダウンロードし、アリーシャの指導で実世界の街を歩かせる。 |               |                                                       |               |                         |                |
| 23 | 6             | "2人のネイサン" "Memory Crackers"                     | Alberto Belli | オーウェン・ダニエルズ  | 2023年11月3日  |
| 実世界では、カリーナ、ルーシー、アリーシャはノラに薬を盛り、ショールーム「フェイクビュー」で目覚めさせ、死後にレイクビューにいると思わせて行動を探る。後にノラは公園で目覚める。ダウンロードされたネイサンはアイバンからチョークの記憶を入手し、レイクビューのノラ、ネイサンのコピーと3人で調べる。ネイサンのコピーはノラを口説く。チョークとオリバーがフリーヨンドで人々を死なせて選挙権を奪い、さらにアップロードされた人々を労働力として用いてコストを下げる企みをしていたとわかる。ノラに嫉妬し、酔ってダウンロードされたネイサンを訪ねたイングリッドは、父が自分の死も望んでいたと聞く。                                                   |               |                                                       |               |                         |                |
| 24 | 7             | "アップロードの日" "Upload Day"                       | Sarah Boyd    | Maxwell Theodore Vivian | 2023年11月10日 |
| 実世界では、ダウンロードされた肉体の不調を避けるために、ネイサンは再びアップロードすることにする。最後の日、ノラはネイサンと共に過ごそうとするが、ホールデンが主導するチョーク、オリバー、レイクビュー相手の集団訴訟で忙しくなる。レイクビューに顧客を引き留めるために意図的にダウンロードを失敗させていたカプール博士は、訴訟の証人となる前に暗殺される。レイクビューでは、ノラに嫉妬したイングリッドが、ネイサンのコピーを誘惑するためにノラのアバターに入り、エンジェルの仕事の大変さを知る。アリーシャとルークはカリーナを探る。アイバンはチョークの記憶をネイサンに渡したことをA.I.に立ち聞きされてしまう。                                |               |                                                       |               |                         |                |
| 25 | 8             | "合言葉はモントリオール" "Flesh and Blood"            | Sarah Boyd    | グレッグ・ダニエルズ    | 2023年11月10日 |
| 実世界では、ダウンロードには問題がないと知ったネイサンはノラと暮らすことに希望を持ち、モントリオールへの旅行に誘う。契約によりホライズン社に所有されるネイサンは裁判の証人となれず、イングリッドが代わって証言する。アリーシャとルークは協力してカリーナから重大情報を盗み、裁判に役立てる。和解により遺族は賠償を得るが、証拠は公開されずアップロードには権利がないままとなる。ネイサンはホライズン社に身柄を確保される。レイクビューでは、ネイサンのコピーがイングリッドにプロポーズする。 裁判の和解の結果、ホライズン社はベタ社と改名し、ネイサンを含む違法なコピーを取り締まる。ノラとイングリッドは、いずれかのネイサンから連絡を受ける。 |               |                                                       |               |                         |                |

## 製作

### 企画
2017年9月8日、Amazonがグレッグ・ダニエルズ製作するシングルカメラのコメディシリーズのパイロットを発注したと発表された。2018年7月18日、Amazonは10話からなるシリーズを発注し、ダニエルズはハワード・クラインとともに製作総指揮を務めると発表された。

### 撮影
撮影は主にバンクーバーで2019年3月5日から5月10日まで行われた。
ホテルや湖などの景観、さらにホテルの客室などの室内の撮影はニューヨーク州でも追加撮影された。